# Harold Delos Babcock
Harold Delos Babcock (24 gennaio 1882 – 8 aprile 1968) è stato un astronomo statunitense, padre di Horace Babcock.
Studiò all'Università di Berkeley in California, e lavorò presso l'Osservatorio di Monte Wilson dal 1907 al 1948. Era specializzato in spettroscopia solare, e mappò la distribuzione dei campi magnetici sulla superficie del Sole. Assieme a suo figlio, scoprì l'esistenza di forti campi magnetici in alcune stelle. Vinse la Medaglia Bruce nel 1953.
Il cratere Babcock sulla Luna è stato battezzato in suo onore, così come l'asteroide 3167 Babcock, dedicato a lui e a suo figlio.